# Zsigmond Ormós

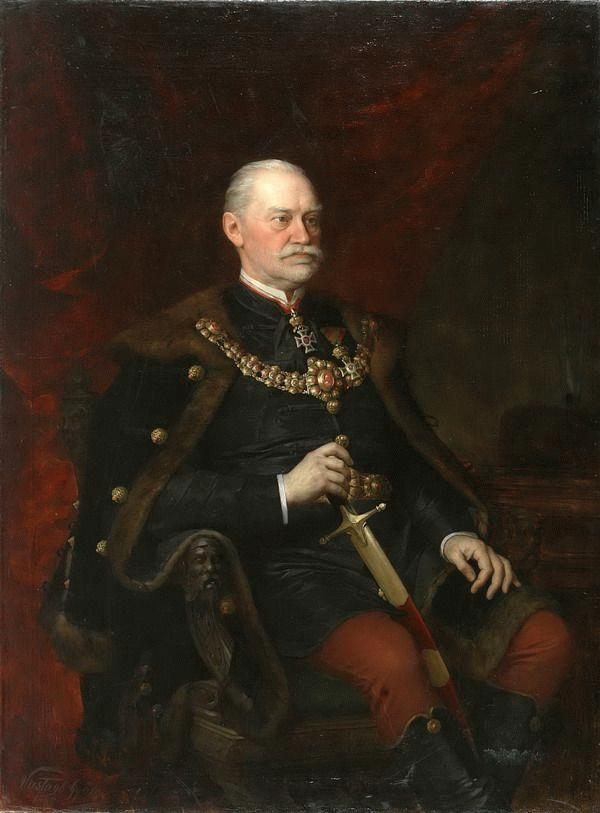
Zsigmond Ormós auf einem Gemälde von György Vastagh.

Zsigmond Ormós von Csicser (* 20. Februar 1813 in Pécska, Komitat Arad; † 17. November 1894 in Budapest) war ein ungarischer Politiker, Jurist und Kunsthistoriker.

## Leben
Ormós studierte Jura in Nagyvárad und wurde anschließend Anwalt in Temesvár. 1834 nahm er als Gesandter des Komitats Temes zusammen mit Sebő Vukovics am Ungarischen Landtag in Pozsony teil. 1848 wurde er Oberstuhlrichter (főszolgabiró) in Buziás und im selben Jahr Landtagsabgeordneter für den Wahlkreis Rittberg. In Folge der Ungarischen Revolution 1848/1849 wurde er zu einer neunmonatigen Kerkerstrafe verurteilt, zog sich anschließend zunächst aus der Politik zurück und verbrachte einige Jahre mit kunsthistorischen Studien in Italien. Nach seiner Rückkehr 1861 wurde er korrespondierendes Mitglied der Ungarischen Akademie der Wissenschaften. 1867 wurde er Vizegespan und war ab 1871 Obergespan des Komitats Temes. 1885 wurde er von König Franz Joseph I. zum Mitglied des Magnatenhauses auf Lebenszeit ernannt. 